# Våthults kyrka
Våthults kyrka är en kyrkobyggnad i Våthult i Växjö stift. Den är församlingskyrka i Våthults församling. Våthult ligger omkring fem kilometer väster om Gislaved.

## Kyrkobyggnaden
I ett dokument från 1350 omtalas en kyrka på platsen. Enligt en legend uppfördes kyrkan av munkar från Nydala kloster och Varnhems kloster. Länge visste man inte när kyrkan var byggd, men våren 2005 genomfördes en dendrokronologisk undersökning av takbjälkarna. Undersökningen visade att kyrkans äldsta delar uppfördes någon gång mellan åren 1192 och 1255.
1781 förlängdes kyrkan åt öster och nuvarande korparti tillkom. En valvbåge mellan kor och långhus avlägsnades. Nuvarande sakristia byggdes 1785 och ersatte en sakristia av trä från 1637. Nuvarande vapenhus vid västra gaveln byggdes 1892–1895.

## Klockstapeln
1693 uppfördes klockstapeln och målades röd. Från 1800-talet var stapeln vitmålad, men 2006 fattades beslut att tjära in stapeln för att den bättre skulle klara väderförhållandena. I klockstapeln hänger tre kyrkklockor. Storklockan är omgjuten 1738. Mellanklockan som är yngst göts 1907. Lillklockan köptes in 1710 i Jönköping. Fram till 1992 ringdes klockorna manuellt.

## Inventarier
- Dopfunten av sten i romansk stil är från 1100-talet.
- Ett nattvardskärl från 1200-talet är troligen tillverkat i Tyskland.
- Predikstolen är från 1646 och fanns ursprungligen i Villstads kyrka. 1749 köptes den in till Våthult och sattes upp 1751.
- En svart mässhake är från 1874. 1961 skänktes till kyrkan en grön mässhake och en violett mässhake. En vit mässhake är från 1970.

### Orgel
- 1889 skänktes en orgel med 5 stämmor av fabrikör J. E. (eller G.) Almén, Öreryd, till kyrkan. Den hade tidigare stått i Öreryds kyrka. Almén var själv född i Våthult.[1]
- 1912 bygger Johannes Magnusson, Göteborg en orgel med 9 stämmor. Orgel är magasinerad i kyrkan.
- Den nuvarande mekaniska orgeln med 13 stämmor är byggd 1987 av orgelbyggare Ingvar Johansson, Västbo Orgelbyggeri, Långaryd. Fasaden är från 1912 års orgel.

| Huvudverk I      | Svällverk II      | Pedal        | Koppel |
| Rörflöjt 8´      | Gedackt 8´        | Subbas 16´   | I/P    |
| Principal 4´     | Salicional 8´     | Principal 8´ | II/P   |
| Gedacktflöjt 4'´ | Koppelflöjt 4´    |              | II/I   |
| Waldflöjt 2´     | Nasard 2 2/3      |              |        |
| Mixtur 2 chor    | Principal 2'      |              |        |
|                  | Ters 1 3/5'       |              |        |
|                  | Crescendosvällare |              |        |